# 倉敷市立北中学校
倉敷市立北中学校（くらしきしりつきたちゅうがっこう）は、岡山県倉敷市中庄にある公立中学校。

## 概要
- 校訓は敬愛協和である。
- 中庄駅の西約2kmに位置する。菅生地区・中庄地区を学区とし、菅生小学校、中庄小学校の卒業生の大多数が入学してくる。
- 2012年5月現在、生徒総数は602人であり、クラスは合計で22クラスある。（1年生が7クラス、2年生が6クラス、3年生が6クラス、特別支援が4クラス）

## 沿革
- 1958年（昭和33年） - 中庄中学校・菅生中学校を統合、倉敷市立北中学校として開校。
- 2007年（平成19年） - 創立50周年記念式典が行われる。

## 部活動

### 運動部
- 野球部
- サッカー部
- 陸上競技部
- バスケットボール部
- バレーボール部
- バドミントン部
- 卓球部
- ハンドボール部
- ソフトテニス部
- 柔道部

### 文化部
- 美術部
- 吹奏楽部

## 卒業生
- 荒木絵里香（バレーボール選手）
- H!dE（シンガーソングライター兼Youtuber）
- 三宅海斗（サッカー選手）
- 阿久井政悟（プロボクサー）[2]

## 通学区域が隣接している学校
- 倉敷市立東陽中学校
- 倉敷市立東中学校
- 倉敷市立西中学校
- 総社市立総社西中学校
- 総社市立総社東中学校
- 倉敷市立庄中学校
- 早島町立早島中学校